# Vulcano (Francesca Michielin)
Vulcano è un singolo della cantante italiana Francesca Michielin, pubblicato il 21 luglio 2017 come primo estratto dal terzo album in studio 2640.

## Descrizione
Il brano, scritto dalla stessa cantante con Dardust e prodotto da Michele Canova Iorfida, ha segnato un cambiamento nelle sonorità rispetto ai precedenti progetti, con maggiori influenze elettropop e dance pop. La scelta e il processo di composizione della musica è stata raccontata dalla stessa cantante in un'intervista concessa a TV Sorrisi e Canzoni:
In un'altra intervista rilasciata a Rockol, Michielin ha spiegato come Vulcano rappresenti per lei un brano «esplosivo», con un'ispirazione giunta «da una storia sentimentale, il fatto di vivere in una situazione in cui tutto sembra fittizio, in cui non ci si espone, si ha paura di rischiare e di scottarsi. Non ci si mette in gioco e quindi si vivono esperienze un po’ superficiali. E ti chiedi se ne valga la pena. Io penso che tutto vada vissuto fino in fondo, con la volontà di esporsi. È questa la ricerca di verità con cui cerco di affrontare la vita».

## Video musicale
Il video è stato diretto da Giacomo Triglia, registrato a Berlino in poche ore, con comparse prese sul posto per mantenere il tema della verosimiglianza, e reso disponibile il 21 luglio 2017 sulla piattaforma YouTube.

## Tracce
Testi di Francesca Michielin e Dario Faini, musiche di Michele Canova Iorfida.
Download digitale
1. Vulcano (Radio Edit) – 3:09

7" (Italia) – Io non abito al mare/Vulcano
- Lato A

1. Io non abito al mare – 3:13

- Lato B

1. Vulcano – 3:14

## Classifiche
| Classifica (2017)         | Posizione massima |
| ------------------------- | ----------------- |
| Italia                    | 45                |
| Italia (airplay)          | 1                 |
| Italia (airplay italiane) | 1                 |